# 4509 Горбатський
4509 Горбатський (4509 Gorbatskij) — астероїд головного поясу, відкритий 23 вересня 1917 року.
Тіссеранів параметр щодо Юпітера — 3,261.